# Fabio Fabbi
Fabio Fabbi (Bologna, 18 luglio 1861 – Casalecchio di Reno, 24 settembre 1945) è stato un pittore italiano.

## Biografia

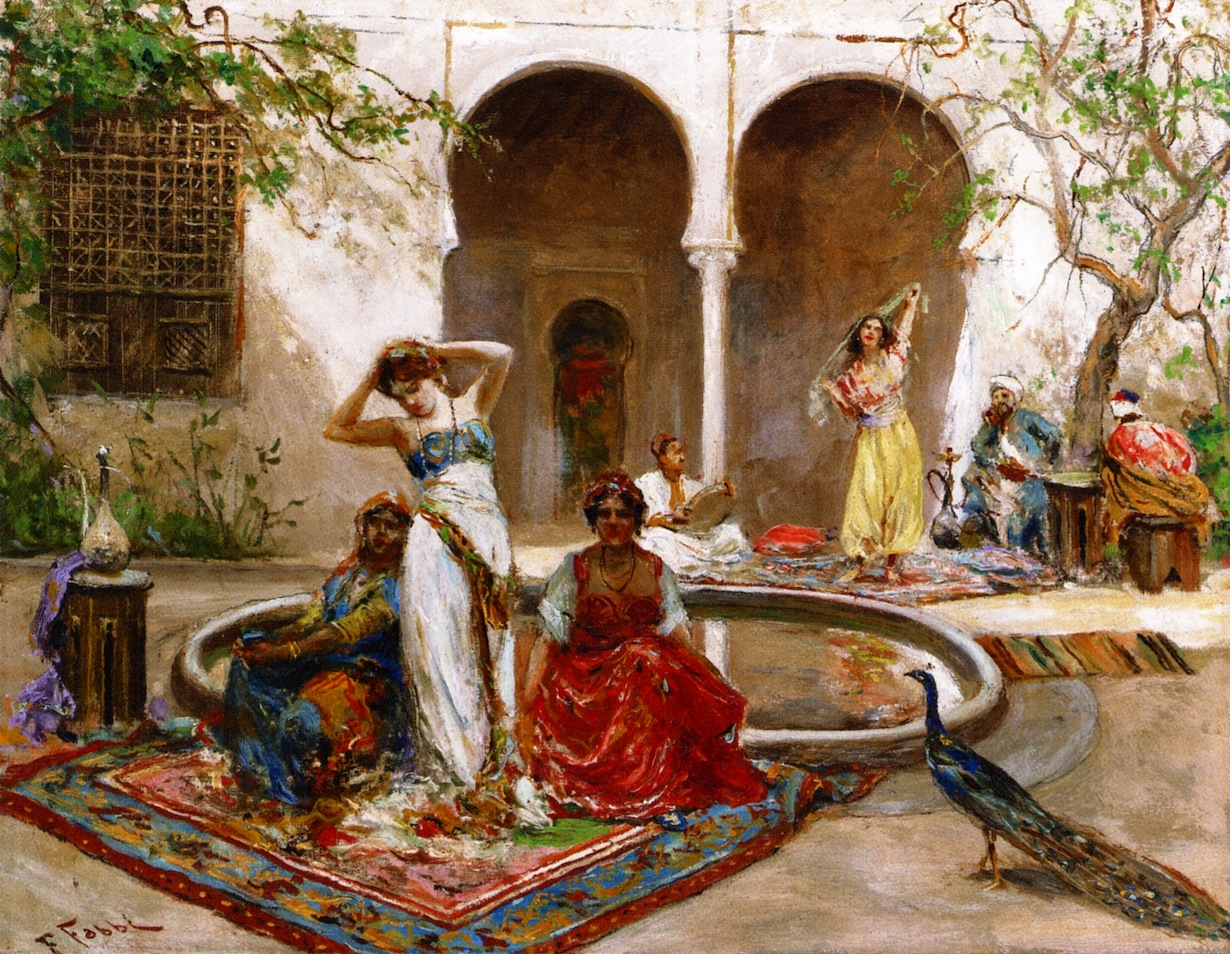

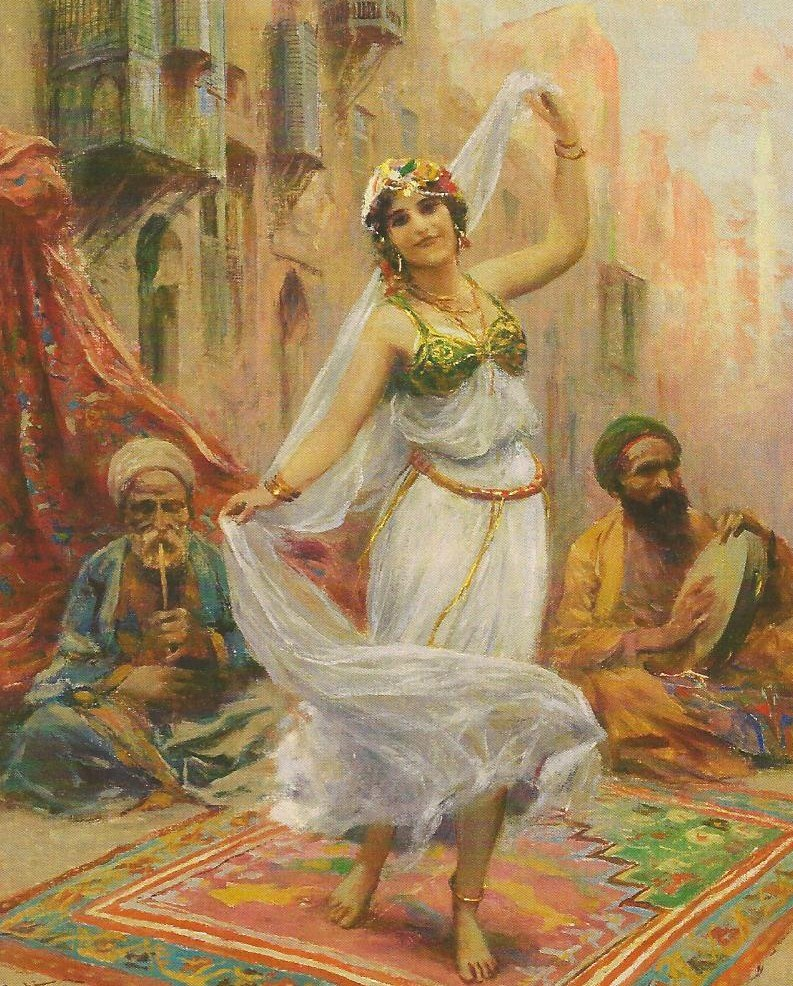

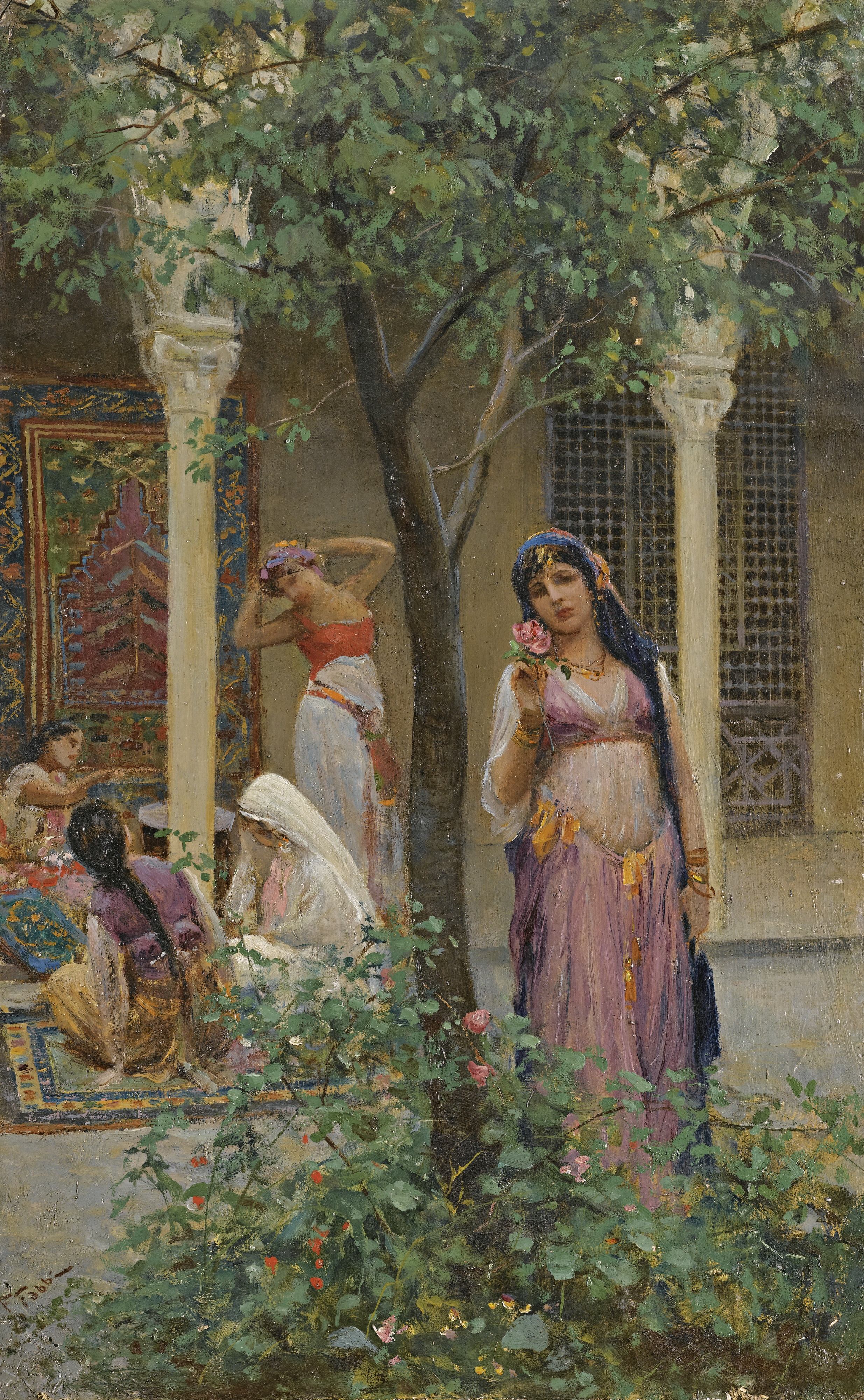

Studente dell'Accademia di belle arti di Firenze, fu uno dei principali esponenti della pittura orientalista.
A Bologna, in via Santo Stefano 57, nacque Fabio Fabbi il 18 luglio del 1861. Entrambi i genitori erano dei membri dell'alta borghesia. Nel 1877-78 il giovane Fabio frequentò il quinto anno di corso speciale della scuola di scultura, ottenendo menzioni onorevoli per il suo talento scultoreo.
Nel 1878, sotto la guida del maestro Augusto Rivalta, si iscrisse all'Accademia di Belle Arti di Firenze, ricevendo nel 1880 la medaglia d'argento della scultura dal vero. 
Dal 1883 iniziò a frequentare il circolo degli artisti di Firenze.
Nel 1886, insieme a suo fratello maggiore Alberto (1858-1906), Fabbi intraprese un viaggio ad Alessandria d'Egitto. Questa particolare esperienza costituì la svolta pittorica dell'artista, a causa della quale abbandonerà la scultura. Fabio rimase affascinato dal contesto orientale e multiculturale della città. Decise, pertanto, di portarne testimonianza attraverso un diario e fotografie che riporterà su tela.
Si dedicò anche all'attività di illustratore di libri per ragazzi e in particolare curò le illustrazioni dei libri di Emilio Salgari, profondendo "nei libri dello scrittore una particolare e aggraziata atmosfera di sogno orientale". Illustrò anche i libri di Louisa May Alcott, Piccoli uomini tra il 1910 ed il 1911 e Piccole donne nel 1916.
Nel 1888, tornato dall'Egitto, espose alcune opere, realizzate durante il suo viaggio, presso il Circolo degli artisti di Firenze.
In seguito, partecipò a varie esposizioni internazionali, in particolare a Monaco di Baviera. Grazie al quadro "Ecce homo" vinse, nel 1899, un premio del concorso "La testa di Cristo". 
Dedicò molte opere a due città, in particolare Parigi e Bologna. 
Dagli anni 90 dell'Ottocento collaborò con alcune riviste e illustre case editrici italiane. Gran parte del lavoro artistico di Fabio Fabbi fu dedicato all'orientalismo. Non mancano tuttavia opere simboliste, di arte sacra e storiche.
Fu insignito, per i suoi meriti artistici, del titolo di cavaliere dell'Ordine della Corona d'Italia.
Nel 1937 si trasferì da Bologna a Casalecchio di Reno, ove si dedicò all'arte sacra. Morì nel medesimo paese il 24 settembre del 1945.
Fabio Fabbi, definito “l'ultimo degli Orientalisti”, può essere annoverato fra gli artisti più documentati e studiati, fra quelli del "lungo Ottocento bolognese".
L'Archivio Fabio Fabbi ne conserva e tutela la documentazione ed esegue perizie e ricerche storico-artistiche.

## Esposizioni
Opere di Fabbi fanno parte delle collezioni di vari musei nel mondo, tra cui il Museo Ottocento Bologna.